# Plannerhütte
Die Plannerhütte ist eine private Schutzhütte, und nicht mehr öffentlich zugänglich. Sie war eine Alpenvereinshütte der Sektion Reichenstein des Österreichischen Alpenvereins. Sie befindet sich auf der Planneralm unterhalb des Hochsteins (2183 m ü. A.) in der Gemeinde Donnersbach in der Weststeiermark auf einer Höhe von 1540 m ü. A. und entsprach der Kategorie II.

## Geschichte
Die Plannerhütte wurde 1908 von der „Alpinen Gesellschaft D' Reichensteiner“ – einer Gesellschaft, die sich 1898 in Wien konstituierte und nach dem Admonter Reichenstein nannte – als erstes Bauwerk auf der Planneralm errichtet. 1928 baute die Gesellschaft, die später eine Sektion des ÖAV wurde, etwa hundert Meter über der alten Schutzhütte eine neue, welche 1932 ausgebaut wurde und zur Zeit der Ostmark die größte und modernste derer war. 1946 brannte sie mit der „Leitnerhütte“ aus unerklärten Umständen ab. 1948 fand sich die Sektion Reichenstein wieder zusammen und setzte die verfallene, 1908 errichtete Plannerhütte wieder instand.

## Nachbarhütten
- Über die Breiteckkoppe (2144 m) zur Edelrautehütte in einer Gehzeit von 11 Stunden.
- Über Hohenwart (2363 m) zur Klosterneuburger Hütte in einer Gehzeit von 13 Stunden.
- Über die Karlspitze (2097 m) zur Mörsbachhütte in einer Gehzeit von 4½ Stunden.
- Über die Ortschaft Donnersbachwald und die Meng-Idlereckscharte (1144 m) zur Neunkirchner Hütte in einer Gehzeit von 8½ Stunden.